# Peter Capusotto y sus videos
Peter Capusotto y sus videos fue un programa de televisión humorístico y de música argentino conducido por el actor y humorista Diego Capusotto, en el que presentaba una colección de videos clásicos y contemporáneos del rock, alternándolos junto a sketches humorísticos protagonizados por él mismo. Los sketches son presentados por Peter Capusotto, personaje que le da título al programa y que surge de la conjunción de los nombres de sus creadores: la versión anglosajona del nombre del cocreador del programa, Pedro Saborido (Peter), y el apellido del conductor y también creador.
El programa utiliza un humor con diversos matices, desde lo obvio a lo alegórico (incluyendo el doble sentido), para ilustrar y parodiar, principalmente, los comportamientos, pensamientos y actitudes típicas de los argentinos, tanto de las figuras musicales como de gran parte de los habitantes del país. De esta manera, subrepticiamente o no, produce una visión y una crítica velada de cierta idiosincrasia y actos comunes del pueblo argentino, generalmente enmarcándolos en un contexto musical.
El programa es escrito por Capusotto y Saborido, y producido por este último. La producción general es de Daniel Morano y la producción ejecutiva es de Víctor Vietri. La música original y canciones son compuestas por Jorge «Tata» Arias y los videos musicales son del archivo de Marcelo Iconomidis.
Peter Capusotto y sus videos se ha convertido en un gran clásico de la comedia en la televisión argentina, ganando numerosos premios del medio artístico y con varios de sus personajes convertidos en íconos culturales, además de haber aportado frases o expresiones que se han vuelto usuales en el argot común de los argentinos. El programa continúa siendo popular en YouTube, donde sus sketches son vistos o revisitados con frecuencia.

## Historia
"Peter Capusotto y sus videos" comenzó como un programa de media hora para el canal Rock & Pop TV en 2006, y constaba de 12 capítulos. Un año más tarde la Televisión Pública compró los derechos del programa y editó los doce capítulos en un formato de seis capítulos de una hora cada uno. Ese formato fue el que le brindó su mayor popularidad a Peter Capusotto, mientras que el programa se emitió en esa señal hasta 2015 (a excepción de 2011).
Se realizó una edición especial del programa para oficiar de telonero durante toda la gira Me Verás Volver 2007, de Soda Stereo. Se proyectaron los sketches más conocidos con una temática acorde a la situación, como Juan Carlos Pelotudo tratando de tocar «De música ligera» o Perón cantando «Nada personal». Estos sketches se pudieron ver en televisión al año siguiente.
El ciclo contó con once temporadas en los periodos 2006-2010 y 2012-2016, ya que no se emitió en 2011.
En 2016 el programa pasó a TNT por solo una temporada. Luego en elnueve, que a partir de 2017, se volvió a emitir la undécima temporada que TNT transmitió el año anterior. En ese mismo canal durante 2018 y 2019 el programa se emitió con el nuevo nombre de "Peter Capusotto y sus videos de pe a pa", repasando temporadas anteriores.
La TVP lo repitió desde 2020 hasta 2021, con duración de 30 minutos, repasando sketches clásicos los días miércoles y jueves a las 23:00 horas.

## Temporadas

### Primera temporada (2006-2007)
La primera temporada consta de 12 capítulos de aproximadamente 30 minutos que fueron transmitidos entre el 17 de octubre de 2006 y el 2 de enero de 2007 por Rock & Pop TV y fueron repetidos por ese mismo canal desde el 16 de abril de 2007. Esa misma temporada fue estrenada posteriormente el 29 de enero de 2007 por la Televisión Pública Argentina pero fueron editados como seis capítulos de una hora cada uno. Desde esa temporada el programa cuenta con un subtítulo: Peter Capusotto y sus vídeos, un programa de rock.
Los principales sketchs de esta temporada son:
- Juan Carlos Pelotudo un adolescente que quiere seducir a las mujeres con diversas canciones e instrumentos, pero que debido a que no las puede tocar, acude a varios cursos para aprender.

- El Humor de Keith Richards, mostrando al conocido músico contando chistes mediante doblajes.
- Bobby McFerrum, cuyo nombre alude a Bobby McFerrin, se caracteriza por hacer el sonido de instrumentos musicales con la boca.
- Los tres fumados, una versión con doblaje alterado de Los Tres Chiflados plagada de referencias al uso de drogas.
- Mimo Páez, cuyo nombre alude a Fito Páez, es un mimo que cuenta anécdotas personales que terminan con mala fortuna.
- Lalo Ranni, un cantante de poco éxito que interpreta diversas canciones siempre con la misma música de Ignacio Copani, creando así un doble homenaje.

### Segunda temporada (2007)
La segunda temporada del programa Peter Capusotto y sus videos fue emitida en Canal 7.
En esta temporada se agrega uno de los personajes clásicos del programa, Pomelo, y se incorporan nuevos segmentos:
- Pomelo, una estrella de rock que le importa más la fama y los excesos que la música, inspirada en Juanse y en otros roqueros argentinos.
- Roberto Quenedi, que canta canciones en idioma extranjero de manera errónea.
- Luis Almirante Brown, un cantautor intelectual que mezcla rasgos de Luis Alberto Spinetta y Lito Nebbia, y que busca una mayor llegada al público por medio de letras grotescas.
- Canciones con metáforas acerca de la marihuana, que presenta diferentes canciones con una supuesta alusión a la marihuana y a su consumo en forma de cigarrillo o faso.
- Rock y Perón, donde se habla de la supuesta influencia que Juan Domingo Perón ha ejercido sobre el rock argentino e internacional.

### Tercera temporada (2007)
La tercera temporada de Peter Capusotto y sus videos empezó en 2007 y duró ocho capítulos. Su corta duración tenía el fin, según Capusotto, de no agotar a los telespectadores, tratando de evitar una sobreutilización de personajes y situaciones.
Los segmentos que hicieron su aparición en esta temporada fueron: 
- Fabián Crema, un cantante de temas plagados de sugestividad sexual parodiando clips de géneros musicales, presentado por un titular del COMFER (actualmente ENACOM) que lo denuncia sistemáticamente.
- Nelso Marotte «Tentáculos», un cantante punk que se caracteriza por ser salivado constantemente por sus fanáticos.
- Pinky Lavié, cuyo nombre es una fusión de Pinky con Raúl Lavié, es un joven roquero que da consejos cotidianos poco prácticos.
- Rock vs. Policía, documental de formación de la Policía Federal Argentina, ambientado en la década de los 1970 que advierte sobre el movimiento hippie y al movimiento LGBT explicando cómo combatirlo.
- Canciones de fútbol, donde se explica cómo adaptar letras de canciones de rock para que sean utilizadas por las hinchadas de fútbol.

### Cuarta temporada (2008)
La cuarta temporada de Peter Capusotto y sus videos comenzó en 2008 dividiéndose en 2 partes por los Juegos Olímpicos de Pekín 2008, emitiéndose antes y después de dicho evento.
Este año, se incorporaron nuevos segmentos:
- Micky Vainilla, cantante pop con característico bigote hitleriano, que esconde, bajo una fachada inocente y familiar, letras con ideología nazi,  racistas y xenófobas.
- Mensaje del Ministerio de Educación, propaganda donde el secretario de dicho ministerio, Juan Estrasnoy, alerta sobre la manera de hablar y las palabras usadas por la juventud de distintos sociolectos, mostrando técnicas (violentas) para corregirlos.
- Almas sensibles - La vida de un emo, mostrando a un emo que cuenta en redes sociales su depresión y angustia cuando la vida lo obliga todo el tiempo a tomar decisiones triviales.
- Quiste Sebáceo, un cantante de rock satánico que no es respetado por el público por tener un particular seseo.
- Nicolino Roche y los Pasteros Verdes (múltiples alusiones, al boxeador argentino Nicolino Locche, a la multinacional farmacéutica Roche y al grupo musical peruano Los Pasteles Verdes) es una banda de rock que padece los efectos de los psicofármacos en sus actividades habituales.
- Pizzería Los Hijos de Puta, sobre una pizzería ubicada en Gerli (donde es oriundo el guionista Saborido) que se caracteriza por su pésima higiene y atención al cliente.
- Bob Nervio, un cantante que triunfa por poseer importantes atributos masculinos, pero que desea cambiar su imagen frente al público.
- Una que Sepamos Más o Menos, donde se enseñan técnicas para disimular el desconocimiento de la letra de una canción en reuniones grupales.
- El Loco Daisy May Queen, quien toma su nombre de la locutora homónima, es un asesino en serie fanático de Queen, buscado por las autoridades.
- Bombita Rodríguez, un cantante popular de los años sesenta y setenta, del estilo de Palito Ortega, con una ideología peronista extremista que hace explícita en sus canciones.
- Beverly Di Tomasso, un cantante y guitarrista de rock uruguayo quien, molesto por aspectos de su vida y su falta de popularidad, reza por una solución divina.

### Quinta temporada (2009)
Comenzó el 31 de agosto de 2009 y terminó el 19 de octubre del mismo año con 8 capítulos.
Esta temporada mantuvo personajes exitosos de ciclos anteriores, como Micky Vainilla, Nicolino Roche, Soi Baba o Violencia Rivas. Además, sumó nuevos sketches como:
- Violencia Rivas, cuyo nombre refiere a Violeta Rivas (1937-2018) es una cantante retirada que realiza feroces críticas sociales en un estado creciente de ira y que siempre termina cometiendo crímenes.
- Jaime de las Mercedes Cárdenas, un malogrado compositor del siglo XVII que, utilizando música de rock moderno, busca una melodía para el himno nacional argentino.
- Latino Solanas, un cantante de reguetón con un exagerado e impostado tono caribeño, cuyo nombre es una referencia al cineasta y político Pino Solanas.
- Facebutt (literalmente Caraculo) muestra una parodia de la red social Facebook.
- Kosher Waters, cuyo nombre alude a Roger Waters, es un cantante de temas populares, modificando su letra en alusión a la comunidad judía.
- Juanete, un cantante que incorpora un humor grosero en sus canciones, al estilo de Jorge Corona.
- Los Marrones, un grupo de punk que parodia a la banda Ramones y cuyos integrantes hablan como el personaje "Pepitito" del humorista José Marrone. El líder del grupo intenta tener problemas con la policía, pero que acaba fracasando en sus planes e incluso llega a ser amado por ella.
- Dúo Soplanacu, dúo de cantantes folklórico argentino aludiendo al Dúo Coplanacu, donde uno de ellos canta literalmente soplándole en la nuca al otro (una popular referencia a la homosexualidad en Argentina).

### Sexta temporada (2010)
Comenzó el 19 de julio de 2010 y se extendió durante diez programas hasta el 20 de septiembre de 2010. Se mantuvieron personajes como Violencia Rivas, Kosher Waters, Pomelo.
Incluyó nuevos segmentos, entre ellos:
- Jesús de Laferrere, que parodia a Jesús de Nazareth, tomando la subcultura juvenil rolinga y ambientándose en la localidad de Gregorio de Laferrere.
- Ramita, un superhéroe con superpoderes cannábicos con los que denuncia el crimen pero no logra combatirlo.
- American Psychobolche, en referencia a American Psycho, es un magnate y psicópata que asesina a quienes se burlan de su ideologìa de izquierda latinoamericanista.
- Consumo, una ironía sobre la banda de rock y punk Sumo, en donde un cantante similar a Luca Prodan habría cedido sus principios al establishment y al consumismo, al cual promociona descaradamente en publicidades de productos absurdos.

### Séptima temporada (2012)
La séptima temporada de Peter Capusotto y sus Videos comenzó el lunes 27 de agosto de 2012 a las 22:30, por la TV Pública. El primer personaje nuevo que presentó fue Jorge Meconio.
Entre los nuevos sketches, aparecieron:
- Jorge Meconio, un cantante que promociona sus contracursos de autoayuda, donde él enseña su actitud individualista que implica la falta de moral y buena fe para fustigar a los demás por mero impulso, solo para generar satisfacción propia a costa del sufrimiento ajeno; parodiando al economista Carlos Melconian.
- Tito Fatale, un cantante rosarino que en sus canciones comenta situaciones desafortunadas y dramáticas que le suceden a conocidos o mascotas utilizando la melodía del estribillo de la canción The Boxer de Simon & Garfunkel de modo acústico.
- El Porro Me Pega, donde el protagonista es literalmente golpeado por un porro de tamaño humano, aludiendo a un caso de violencia de género.
- La Angioplastía, un tenedor libre que parodia la costumbre argentina de reunirse con amigos a comer en este tipo de restaurantes, cometiendo excesos peligrosos para la salud.
- Robotril, en alusión al medicamento Rivotril (popular marca de clonazepam) es un superhéroe robotizado que provee psicofármacos a la población para solucionar sus problemas.
- Hannibal Lerner, bajo un nombre que alude a Hannibal Lecter, es un peligroso criminal quien, aún bajo custodia policial, canta canciones de Alejandro Lerner.
- Manga de Boludos, una banda de ska que canta en fiestas y matrimonios con letras que humillan a los invitados.
- Garolfa, parodia a los servicios de chat, muestra de forma burlesca a los tipos de usuarios que tiene y a los mensajes que envían con frecuencia.
- La Concha de Rolando, un cantante que posee una vagina (concha) parlante, por medio de la cual interpreta canciones de La Mancha de Rolando, una conocida banda de rock argentina.
- Mangueras Musmanno Rock Festival, un megafestival de música rock promocionado por un locutor que vocifera cifras exageradas y ridículas, donde se presentan diversos artistas.

### Octava temporada (2013)
La octava temporada se estrenó el lunes 9 de septiembre de 2013 en su horario habitual de las 22:30, por la TV Pública. Se terminó de emitir el lunes 16 de diciembre de 2013. El primer personaje nuevo que presentó el programa fue Curly Cobain, parodia conjunta del actor de Los tres chiflados Curly Howard y el líder de Nirvana, Kurt Cobain.
Entre los nuevos sketches, aparecieron:
- Quebracho Castania, un retirado cantante popular de izquierda al estilo de Cacho Castaña, que cuenta sus historias y su singular éxito con el sexo opuesto mientras canta canciones que remiten a la ideología de la agrupación política Quebracho.
- Altas Llantas, un grupo de extraterrestres que, bajo una apariencia humana, utilizan la cumbia villera como un medio en clave para conquistar la Tierra y obtener altas llantas (zapatillas de marca).
- Jorge Suspenso, un personaje alterado por la música del cine de suspenso, que se caracteriza por mantener el suspenso de manera excesiva con sus interlocutores, sobre situaciones triviales y cotidianas.
- Padre Progresista, un jefe de hogar que, tras una apariencia progresista, esconde en verdad una ideología conservadora cuando de su familia se trata.
- Johnny "Gastada" Parnazzo cantante de cumbia (basado en Tino Volonté, el hombre más forro del mundo, del programa radial Lucy en el cielo con Capusottos), quien se burla (gasta) demasiado en reiteradas ocasiones de otras personas y recibe duras represalias por ello.

### Novena temporada (2014)

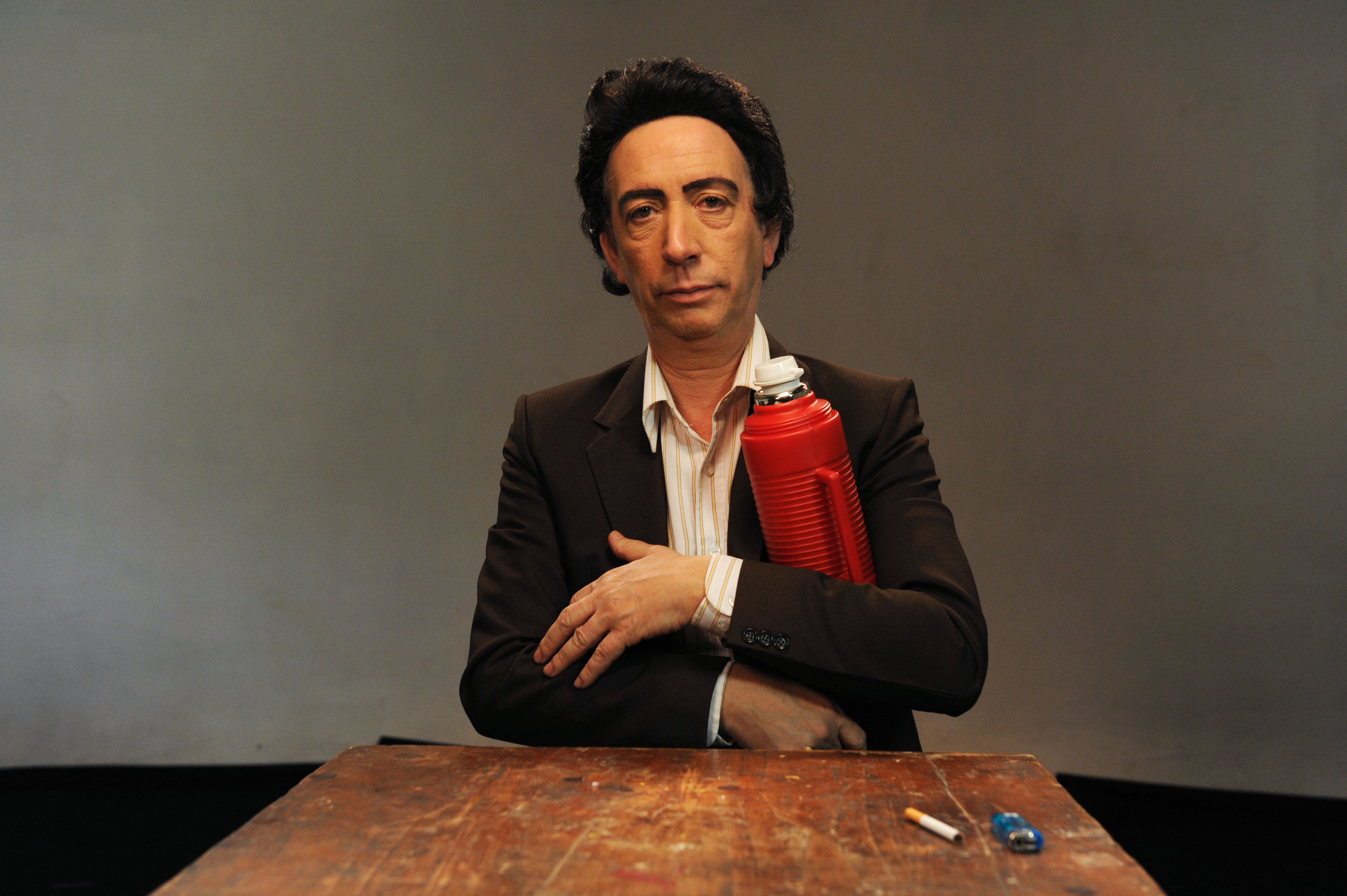
"James Bó", el detective uruguayo.

Dio inicio el lunes 25 de agosto de 2014 por la misma emisora y en el mismo horario.
Nuevos segmentos:
- Invisibles, una telenovela donde todos sus protagonistas son, en efecto, invisibles.
- Víctor "Sugar" Camacho, un inmigrante cubano que llega a Buenos Aires, convencido de haber llegado a Miami y encandilado por las supuestas bondades del sistema capitalista.
- El Gauchito Benny Gil, que alude a la figura del Gauchito Gil y es un personaje de características divinas que realiza milagros absurdos, con el estilo del humorista británico Benny Hill.
- James Bó es un agente de inteligencia uruguayo, que parodia a James Bond con elementos típicos de la cultura uruguaya.
- Roque Pistone, un exrockero quien, junto con otro excolega, realiza comentarios frívolos en la puerta de su casa, replicando el comportamiento de dos ancianas chismosas.

### Décima temporada (2015)
Comenzó el 3 de agosto de 2015 en el mismo horario y canal. En esta temporada, se conmemoran los 10 años de permanencia en el aire.
Incluye los nuevos personajes:
- El Loco Evita, protagonizado por Enrique Lazuarte, un empleado en una casa de clase alta que se transforma en una persona que defiende ideales de justicia social, parodiando a Eva Perón.
- Brus Li, parodia exagerada de la relación entre los inmigrantes asiáticos en la Argentina con los mismos argentinos.
- Comfort del Idiota, refleja una situación en la que un hombre manipula con su mirada a su entorno para que lo ayuden en diversos dilemas cotidianos.
- Coolesterol, un hombre que se hace chequeos médicos de rutina cuando el doctor le dice que padece de coolesterol alto, haciendo alusión a que la enfermedad le proporciona una sintomatología de actividades relacionadas con la cultura hipster.
- Motocachorros, parodia de los motochorros protagonizado por perros.
- Dictadura hippie, hace referencia a la policía argentina en época de una dictadura militar, pero con hippies en el poder.
- Quique Pettinari, personaje que, debido a su "semejanza" con Brad Pitt, vive acosado por sus fanáticos.
- Juan Domingo Perdón, su nombre se deriva del de Juan Domingo Perón, es un intendente comunal que incumple sus promesas y comete irregularidades, pero que se humilla disculpándose a cada rato para mantener el apoyo de sus seguidores.
- Bicinadas, un grupo de ciclistas vanguardistas que "conducen" solo con los manubrios y practican diversas actividades extravagantes cricicando al sistema. Parodia a Masa Crítica.
- Nelson Berutto, personaje que realizaba comerciales a finales de los años 60 con un uso desmesurado de palabras vulgares y ofensivas.

### Undécima temporada (2016)
Comenzó el 11 de julio de 2016 en el canal de cable TNT, con 23 capítulos de media hora cada uno y un último capítulo de una hora. En 2017 esta temporada se vio en El Nueve. Esta temporada se refirió críticamente al capitalismo y sus consecuencias, con sus sketches más relevantes de temporadas anteriores y otros nuevos, entre los cuales sobresalieron:
- El Rol de los Medios, un panorama sobre los medios informativos y sus mensajes subliminales.
- Senilcienta, sobre el clásico cuento infantil Cenicienta en la versión de una mujer con ciertos desórdenes psíquicos que cruza palabras y hechos sin sentido.
- El Hijo Reclamador, un muchacho que reprocha a su padre agónico todo lo que no pudo tener en su infancia.
- Wonder Goldman, parodia de la clásica serie Wonder Woman, cuya heroína es una madre judía que sobreprotege a los habitantes de la ciudad donde vive.
- Ignacio Parmesano, un cantante y ginecólogo que une sus dos vocaciones, además de presentarse con una muñeca en forma de vagina.
- La Línea de Zeus, un serio informe que relaciona varias situaciones de diversos artistas del rock internacional, presentado por Marcelo Iconomidis.
- El Tipo que Quiere Dejar a su Mujer, la historia de un hombre con baja autoestima que a través de una cita con su pareja quiere terminar la relación, y es interrumpido por situaciones de riesgo que se siente obligado a enfrentar.
- Alberto F., un mecánico de autos que frente a un problema reacciona enfatizando sus emociones tendenciosamente homosexuales.
- No Verse por un Tiempo, unitario de ficción que relata la vida de dos personas que deciden dejar de verse temporalmente, sin dejar de convivir.
- Los Daños que las Finanzas Internacionales le Hacen a Latinoamérica, una visión crítica sobre las promesas de inversiones que llegan a un grupo de vecinos en forma de dólares estadounidenses.
- Conflicto Social, una introducción cómica a lo que sólo vemos superficialmente en las protestas sociales, donde un hombre socialdemócrata con predisposición, debe resolver enfrentamientos entre un piquetero y su hijo que es policía.
- Vení a Lanús, un espacio publicitario de negocios en la localidad bonaerense de Lanús, en su mayoría con notorias cualidades.
- No Se Fía, un maxikiosco cuyo receptor desconfía de sus clientes al punto de dilucidar sus verdaderas intenciones.
- Su Pregunta No Molesta, un consultor que tiene la responsabilidad de responder las preguntas más incómodas y contener sus emociones.
- Mochilero, un joven que sale de du espacio de confort y sale a hacer las compras, explorando las calles como si fuera una expedición.
- No Hablemos de Política, una historia protagonizada por un jefe de hogar que previene a su familia que no mencione frases alusivas a la política, ignorando otras conductas controvertidas.
- Jóvenes PordioCeos, una banda de rock que toma paródicamente el nombre de los conocidos Jóvenes Pordioseros, que promueve la rentabilidad achicando los costos lo máximo posible.
- Un Poco de Fascismo, un curso que promueve la moderación de la tolerancia, alegando linchamientos.
- Osvaldo "Beto" Mendeleiev, un sujeto que va señalando gestos de una mujer que le parecen sugestivamente sexuales.
- Danilo Bróccola, una sátira sobre un futbolista veterano que no puede abandonar su pasión por el fútbol ni en su cotidianeidad.
- Porno Didáctico, un programa educativo que promueve el enriquecimiento dialéctico sexual.

## Película
El 26 de enero de 2012 fue estrenado el largometraje Peter Capusotto y sus 3 Dimensiones, filmado durante el 2011, escrito por Pedro Saborido y Diego Capusotto y protagonizado por el último junto al elenco habitual del programa de TV. El film se desarrolla como un documental crítico del entretenimiento y la industria montada sobre éste, mostrando aspectos negativos del mismo de una forma divertida, irónica y deliberadamente "entretenida".

## Emisión

### Canales
- 2006-2007: Rock & Pop TV
- 2007-2010, 2012-2015: Televisión Pública
- 2016: TNT

### Repeticiones
- 2007-2008: Rock & Pop TV
- 2007, 2011, 2020-2021: Televisión Pública
- 2008-2009: VH1
- 2009-2011: Much
- 2011-2019: TBS
- 2017-2019: elnueve

## Audiencia
Peter Capusotto y sus videos es el programa con mayor índice de audiencia en Canal 7, pero debido a su horario y competencia el programa es muy visto por Internet (generalmente a través de la web YouTube). A comienzos de 2009 obtuvo una de sus marcas más altas, al llegar a los 4 puntos de rating, según Ibope.
Su canal oficial de YouTube tiene más de 230 millones de reproducciones y más de 800.000 suscriptores.

## Críticas
El programa ha recibido muchas críticas positivas debido a su estilo ácido y desinhibido para parodiar ciertos aspectos de la cultura argentina, y de la cultura roquera en general.
En 2010 se publicó el libro La sonrisa de mamá es como la de Perón. Capusotto: realidad política y cultura, una serie de ensayos críticos sobre su obra, entre los que se encuentran textos de Horacio González, Eduardo Rinesi, Rocco Carbone, María Pía López, entre otros. El libro fue el resultado de una jornada realizada en la Universidad Nacional de General Sarmiento en junio de 2009, en la que participaron destacados intelectuales, con la presencia de Diego Capusotto y Pedro Saborido.

## Premios
El 17 de diciembre de 2007, tras estar nominado a los premios Premios Clarín Espectáculos, el programa recibe dos galardones por "Musicalización" y "Mejor programa humorístico".
El 3 de julio de 2008 recibe el galardón de Mejor programa humorístico en los Premios Martín Fierro y mejor labor humorística masculina. En ese mismo año obtuvo el "Clarín de Oro" en los Premios Clarín al espectáculo. Nuevamente, el 30 de noviembre de 2009, en los "Premios Clarín para el espectáculo" el programa resulta ganador en los rubros "Actor de comedia" (Diego Capusotto), "Humorístico" y "Guion" para Pedro Saborido.

### Martín Fierro
- Martín Fierro 2007: Humorístico
- Martín Fierro 2007: Musicalización
- Martín Fierro 2008: Actor de comedia
- Martín Fierro 2008: Musicalización
- Martín Fierro 2008: Humorístico
- Martín Fierro 2009: Humorístico
- Martín Fierro 2010: Humorístico
- Martín Fierro 2011: Humorístico